# Marc David
Pour les articles homonymes, voir David.
Marc David est un chef d'orchestre québécois né en 1958. Il dirige l'Orchestre symphonique de Longueuil et l'orchestre symphonique de Terre-Neuve (en).

## Biographie
Né à Kingston en Ontario, il étudie le violon. le piano, le trombone et la guitare au département de musique du Cégep de Trois-Rivières; ensuite, il obtient un baccalauréat en musique théorique à l'Université McGill en 1983, puis il étudie à l'Université de Hartford. Pendant les années 1980, il enseigne le trombone au Cégep de Sherbrooke, à l'Université Bishop et à l'Université du Québec à Trois-Rivières.
Disciple de Charles Bruck, il dirige par la suite plusieurs orchestres symphoniques : l'Orchestre des jeunes de Fribourg, l'Orchestre symphonique de Saskatoon (en) et l'Orchestre symphonique de Sherbrooke. Sa carrière lui mène à conduire des orchestres universitaires : l'Université nationale autonome du Mexique, Université de Montréal et Université Memorial de Terre-Neuve.
Maestro David est également membre de plusieurs jurys musicaux au Canada.

## Honneurs
- Bourse du Conseil des Arts du Canada en direction d'orchestre (1985)
- Bourse du ministère des affaires culturelles, 1990
- Prix Heinz-Unger